# 188 (liczba)
188 (sto osiemdziesiąt osiem) – liczba naturalna następująca po 187 i poprzedzająca 189.

## W matematyce
- 188 jest liczbą wesołą[1]
- 188 jest liczbą niebędącą rozwiązaniem funkcji Eulera (ang. nontotient)[2]
- 188 jest największą liczbą, która nie może być wyrażona jako suma nie więcej niż 5 różnych kwadratów
- 188 jest palindromem liczbowym, czyli może być czytana w obu kierunkach, w pozycyjnym systemie liczbowym o bazie 11 (161)
- 188 należy do czterech trójek pitagorejskich (141, 188, 235), (188, 2205, 2213), (188, 4416, 4420), (188, 8835, 8837).

## W nauce
- liczba atomowa unoctoctium (niezsyntetyzowany pierwiastek chemiczny)
- galaktyka NGC 188
- planetoida (188) Menippe
- kometa krótkookresowa 188P/LINEAR-Mueller

## W kalendarzu
188. dniem w roku jest 7 lipca (w latach przestępnych jest to 6 lipca). Zobacz też co wydarzyło się w roku 188, oraz w roku 188 p.n.e.